# Doug Savant
Doug Savant, född 21 juni 1964 i Burbank, Kalifornien, är en amerikansk skådespelare. Savant är kanske mest känd för sin roll som Tom Scavo i TV-serien Desperate Housewives, men har även gjort rollen som Matt Fielding i serien Melrose Place, mellan åren 1992 och 1997. Men även medverkat i filmen Teen wolf med Michael J. Fox från 1985. Han spelar Sergeant O'Neal i Godzilla.